# 슈츠슈타펠

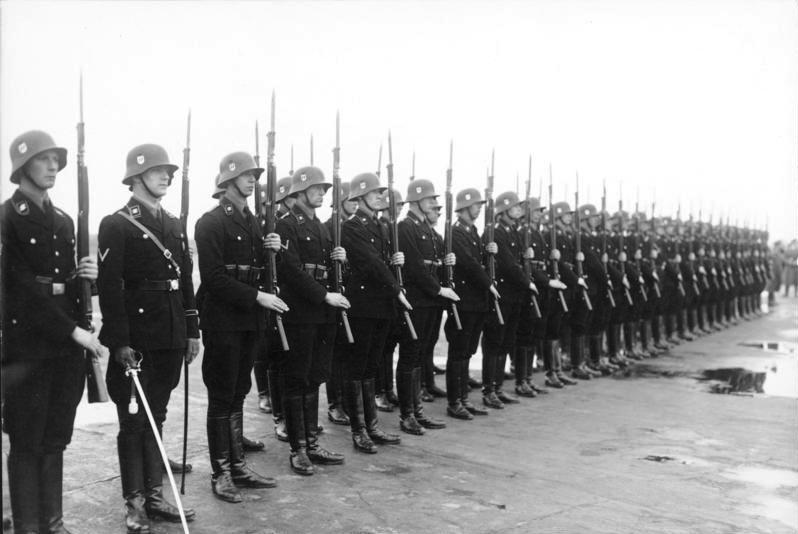
1935년, 아돌프 히틀러를 향해 서 있는 제1SS기갑사단 경호친위대 아돌프 히틀러 소속의 병사들

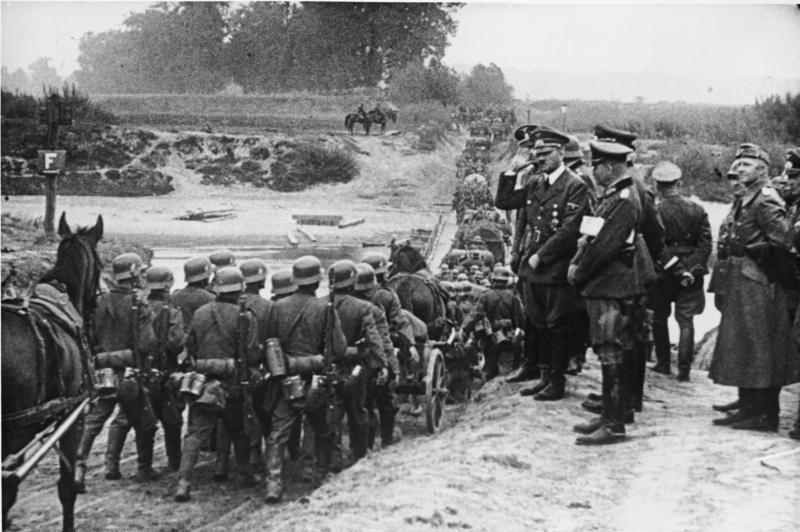
1939년, 폴란드까지로의 친위대 행진을 아돌프 히틀러가 지도하고 있다.

슈츠슈타펠(독일어: Schutzstaffel; SS, 친위대)은 아돌프 히틀러, 그리고 나치당의 준군사조직이며, 2차 세계 대전 당시 나치 독일, 그리고 나치 독일이 점령한 유럽 영토에서 활동하였다.
국가사회주의 독일 노동자당의 아돌프 히틀러를 호위하는 당 내 조직으로서 1925년에 뮌헨에서 잘-슈츠라는 이름으로 창설되었다. 1925년, 하인리히 힘러가 가입한 이후 잘-슈츠는 개편되었으며 최종적으로 슈츠슈타펠으로 명칭이 변경되었다. 1945년 나치 독일이 멸망할 때까지 친위대는 국내외의 적성분자를 첩보·적발·격리·수용·감시하는 부서로 발전한다.
친위대는 일반친위대(Allgemeine SS)와 무장친위대(Waffen-SS)로 분류되었다. 일반 SS는 독일 국내뿐만 아니라, 유럽 각지 점령지의 치안 유지, 경찰력, 유대인 대량 학살에 관여했으며, 무장친위대는 독일 국방군과 함께 전쟁에 직접 참가했다. SS해골부대(SS-Totenkopfverbände)는 강제 수용소와 절멸 수용소의 관리를 담당하였다. 나치 독일의 비밀경찰 게슈타포(Gestapo)와 정보기관 SS국가지도자 보안국(Sicherheitsdienst) 또한 친위대 소속이였다. 이들은 나치 독일을 반대하는 세력을 무력화하고, 나치즘을 유지하기 위해 독일 국민들을 감시하고, 또한 국내외에서 정보기관으로 활동하기도 하였다.
SS는 검은 제복을 착용하고 독특한 휘장을 갖고 있었는데, 해골 배지와 은 단검, 그리고 번갯불 모양의 룬 문자로 쓰인 'SS' 표장 등을 착용한 SS 대원들은 명목상의 상위 조직인 갈색 셔츠를 입은 SA 대원들에 비해 우월감을 느꼈다. SS는 나중에 SA를 숙청하는 데 큰 영향을 주게 된다. 히틀러의 정예 부대로서 SS는 히틀러가 자행한 모든 일에 관여했다고 해도 과언이 아니었다. 경찰 업무부터 군대의 일부로까지 활동했던 SS는 1939년이 되자 독일 내의 또다른 국가라고 할 수 있을 정도의 규모를 갖춘 대규모 군조직으로 성장해 있었다. 비록 첫 출발은 민족사회주의 독일 노동자당 즉, 나치의 지도부를 경호하는 소박한 조직으로 출발했지만, 나중에 무장친위대는 90만 명을 상회하는 병력으로 구성된 38개 전투 사단과 기타 엘리트 부대를 갖춘 군대로 성장했다. 뉘른베르크 전범 재판에서 무장친위대는 잔혹 행위에 가담한 것 때문에 범죄 조직으로 간주되었고, 무장친위대의 베테랑들은 다른 독일군 참전 군인들과 달리 군인으로서 많은 권리를 거부당했다. 그러나 다수의 징집병들은 독일 정부에 의해 무장친위대로 배치되었기 때문에 범죄자 낙인에서는 제외되었다.

## 일반 SS
제국보안본부(RHSA), 치안경찰(Orpo), 보안경찰(Sipo) 등 RSHA에는 보안대(SD)를 두어 국내외정보수집, 첩보활동을 담당하였다. 보안경찰에는 범죄경찰(Kripo)과 악명 높은 게슈타포(국가비밀경찰)가 있다.

## 조직
- 제1SS기갑사단 총통경호친위대 아돌프 히틀러 - 제 1친위기갑사단 (무장 친위대)
- SS해골부대 - 집단 강제수용소 관리 (일반 친위대, 무장 친위대)
- SS특무부대 - 39개 부대로 늘어 정규군과 함께 전투부대로 활약 (무장 친위대)
- 독일유산학술협회 - 오컬트와 초자연적 현상을 연구하는 기관, 히틀러의 직속기관이나 다름없다. 140,000권 자료를 보유하기도 했다.

## 같이 보기
- 나치 경례
- 전범기
- 하켄크로이츠